# KYTV-Sendemast
Die KYTV-Sendemasten nördlich von Fordland im Webster County im US-amerikanischen Bundesstaat Missouri dienen zur Verbreitung von UKW-Hörfunk- und Fernsehprogrammen und gehören zu den höchsten Bauwerken der Erde.
Der KYTV-Sendemast 1 (auch als KOZK-Sendemast bezeichnet) steht bei 37° 10′ 11″ N, 92° 56′ 31″ W und besitzt eine Gesamthöhe von 609,6 Metern. Er wurde am 7. Januar 1971 fertiggestellt und ist Eigentum der SW Missouri State University.
Der KYTV-Sendemast 2 steht bei 37° 10′ 9,4″ N, 92° 56′ 57,4″ W und besitzt eine Gesamthöhe von 608,4 Metern. Er wurde am 1. Januar 1973 fertiggestellt.